# Templo de Watling

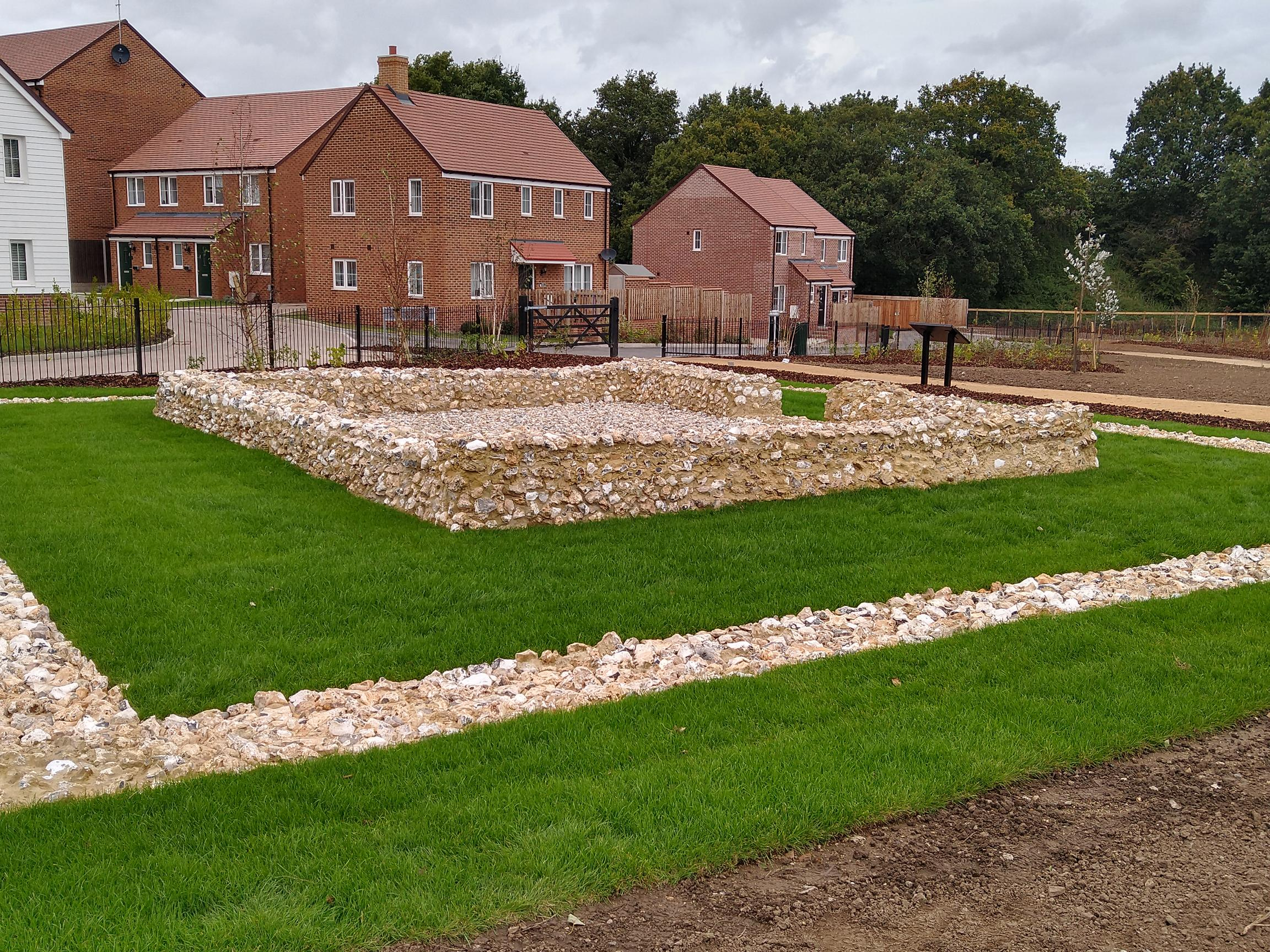
Reconstrução do Templo de Watling

O Templo de Watling é o nome dado ao templo dentro de uma cidade romana próxima à moderna estrada A2 em Newington, perto de Sittingbourne, em Kent, Inglaterra.
A cidade foi redescoberta em 2019 e é o local de uma escavação arqueológica que cobre 18 hectares, nos quais foram encontrados fornos de ferro e fornos de cerâmica como parte de um local de fabricação, um templo romano, uma estrada romana de sete metros de largura e vestígios da Idade do Ferro datados de 30 a.C..
A estrada romana Watling Street atravessa a vila de Newington, e a estrada recém-descoberta é anterior a ela e segue uma rota alternativa.